# Philiris tombara
Philiris tombara är en fjärilsart som beskrevs av Tite 1963. Philiris tombara ingår i släktet Philiris och familjen juvelvingar. Inga underarter finns listade i Catalogue of Life.